# Planchonella xylocarpa
Planchonella xylocarpa är en tvåhjärtbladig växtart som först beskrevs av Cyril Tenison White, och fick sitt nu gällande namn av Swenson, Bartish och Jérôme Munzinger. Planchonella xylocarpa ingår i släktet Planchonella och familjen Sapotaceae. Inga underarter finns listade i Catalogue of Life.